# High Proof Cosmic Milk
High Proof Cosmic Milk – siódmy studyjny album polskiej grupy Acid Drinkers. Został wydany 18 marca 1998 nakładem Metal Mind Productions.

## Utwory
Opracowano na podstawie materiału źródłowego. Wszystkie teksty i kompozycje autorstwa zespołu Acid Drinkers, poza wyszczególnionymi wyjątkami.
| Nr  | Tytuł utworu                                      | Tekst        | Muzyka       | Długość |
| --- | ------------------------------------------------- | ------------ | ------------ | ------- |
| 1.  | „Rattlesnake Blues”                               |              |              | 4:07    |
| 2.  | „Human Bazooka”                                   |              |              | 4:34    |
| 3.  | „High Proof Cosmic Milk”                          |              |              | 5:09    |
| 4.  | „What's Happening In The Heart Of A Pacifist”     |              |              | 3:53    |
| 5.  | „More Life”                                       |              |              | 4:29    |
| 6.  | „Be My Godzilla”                                  |              |              | 3:37    |
| 7.  | „Dementia Blvd”                                   |              |              | 5:59    |
| 8.  | „Blind Leadin' The Blind”                         |              |              | 4:01    |
| 9.  | „Gain On Shit”                                    |              |              | 3:57    |
| 10. | „Proud Mary” (cover Creedence Clearwater Revival) | John Fogerty | John Fogerty | 5:03    |
| 11. | „Sad Like A Coal Check”                           |              |              | 3:41    |
| 12. | „Blind Leadin' The Blind” (demo)                  |              |              | 3:19    |
|     |                                                   |              |              | 51:49   |

| Wydanie z 2008 roku i późniejsze – bonusowy utwór | Wydanie z 2008 roku i późniejsze – bonusowy utwór | Wydanie z 2008 roku i późniejsze – bonusowy utwór |
| Nr                                                | Tytuł utworu                                      | Długość                                           |
| ------------------------------------------------- | ------------------------------------------------- | ------------------------------------------------- |
| 1.                                                | „Blustery Nite Tour”                              |                                                   |

## Twórcy
Opracowano na podstawie materiału źródłowego.
| Zespół Acid Drinkers w składzie - Tomasz „Titus” Pukacki – wokal, gitara basowa, produkcja - Robert „Litza” Friedrich – gitara, wokal wspierający, produkcja, projekt okładki - Dariusz „Popcorn” Popowicz – gitara, produkcja - Maciej „Ślimak” Starosta – perkusja, produkcja | Inni muzycy - Lori Wallett – wokal wspierający (10) | Dodatkowy personel - Adam Toczko – realizacja dźwięku - Jacek Chraplak – realizacja dźwięku - Grzegorz Piwkowski – masterowanie - Andrzej Kurczak – opracowanie graficzne - Jacek Gulczyński – projekt okładki |

## Opis
Utwór "Proud Mary" jest interpretacją utworu grupy Creedence Clearwater Revival pod tym samym tytułem, jednak pod względem muzycznym wykorzystano w nim riff autorstwa zespołu Sepultura z utworu "Roots Bloody Roots", opublikowanego na albumie Roots (1996).
Na ścieżce dźwiękowej do filmu Poniedziałek (1998) w reżyserii Witolda Adamka pojawił się utwór "Dementia Blvd".
Płyta jest ostatnim albumem studyjnym Acid Drinkers, który nagrał z grupą długoletni gitarzysta, Robert "Litza" Friedrich. Był również jednym z kilku polskich albumów wydanych na MiniDiscu.

## Trasa koncertowa
Płyta High Proof Cosmic Milk była promowana podczas trasy Varran z Comodo Tour '98. Podczas koncertów formację poprzedzały Guess Why, Dog Family i Corozone. Maciej Starosta grał na trasie w dwóch zespołach, support z Dog Family, a później koncert z Acid Drinkers. Była to również ostatnia trasa Roberta "Litzy" Friedricha.
Podczas występów został nagrany koncertowy album zatytułowany Varran Strikes Back – Alive!!!. Trasa przebiegła przez Starachowice ponieważ podczas poprzedniego koncertu w tym mieście Titus uległ porażeniu prądem i przebywał kilka dni w szpitalu pod obserwacją.